# Siboglinum weberi
Siboglinum weberi är en ringmaskart som beskrevs av Maurice Caullery 1914. Siboglinum weberi ingår i släktet Siboglinum och familjen skäggmaskar. Inga underarter finns listade i Catalogue of Life.